# عنکبوت شتری
شُتُرزَنَک‌ (به انگلیسی: Solifugae) نام یک راسته از رده عنکبوتیان است که با نام‌های عنکبوت شتری، گال زرد، عقرب باد و عنکبوت خورشید نیز نامیده می‌شوند. این راستهٔ جانوری، مشتمل بر ۱۰۰۰ گونه شناخته شده در قالب ۱۵۳ سرده در ۱۲ خانواده است.

## ویژگی‌ها
بزرگ‌ترین گونه از شترزنک‌ها می‌تواند تا ۱۲ تا ۱۵ سانتی‌متر (شامل پاها) رشد کند. بدن شترزنک‌ها از دو بخش شکم و سر تشکیل شده و از قلابک‌های بزرگ و نیرومندی نیز برخوردارند که از آن‌ها برای تولید صدا نیز استفاده می‌کنند. در قسمت دهان آرواره‌های این موجود به مراتب از رتیل‌های معمولی بزرگ‌تر است شکل آرواره‌ها شبیه به دو قیچی با لبه‌های دندانه دار است که به وسیله آن شکار را تکه‌تکه و خرد می‌کند، بیشتر شترزنک‌ها ساکن نواحی بیابانی هستند و فراوانی آنها در خاورمیانه بیشتر از دیگر نقاط کره زمین است و عمدتاً از بندپایان و مهره‌داران کوچک تغذیه می‌کنند.

## شترزنک‌ها و انسان
از دیرباز، در مورد اندازه، اشتها و سرعت این جانوران و خطرناک بودن آن‌ها برای انسان و دام‌ها، افسانه‌ها و موارد اغراق‌آمیزی مطرح بوده است اما امروزه این ادعاها رد شده‌اند. این جانوران بدون هرگونه زهر هستند و تنها در هنگام احساس خطر می‌توانند گزش دردناکی انجام دهند که خطرناک نیست.